# Tragia minor
Tragia minor är en törelväxtart som beskrevs av Otto Wilhelm Sonder. Tragia minor ingår i släktet Tragia och familjen törelväxter. Inga underarter finns listade i Catalogue of Life.